# Jungle Drums of Africa
Jungle Drums of Africa (bra Tambores Feiticeiros) é um seriado estadunidense produzido em 1952 e lançado em 1953, gênero aventura, dirigido por Fred C. Brannon, em 12 capítulos, estrelado por Clayton Moore e Phyllis Coates. Foi produzido e distribuído pela Republic Pictures, e veiculou nos cinemas estadunidenses a partir de 21 de janeiro de 1953.
Foi o 61º entre os 66 seriados produzidos pela Republic Pictures, e apresenta uma história ambientada no Quênia, envolvendo uma curiosidade para a época, que são atores americanos negros em papeis relevantes, inclusive com um cacique de nível universitário.
Jungle Drums of Darkest Africa foi um dos 26 seriados da Republic relançados como filme de televisão em 1966, com o título mudado para U-238 and the Witch Doctor.

## Sinopse
A filha de um médico missionário na África continua o trabalho de seu pai depois que ele morre. Ela mais tarde faz amizade com dois aventureiros em busca de urânio. Mas ela se encontra em perigo enfrentando bandidos que tentam pegar o urânio para si e um curandeiro local, que a vê como uma ameaça ao seu poder.

## Elenco
- Clayton Moore[5] … Alan King
- Phyllis Coates … Carol Bryant
- Johnny Spencer … Bert Hadley
- Henry Rowland … Kurgan
- John Cason … Regas
- Roy Glenn … Naganto
- Bill Walker … Chefe Douanga
- Steve Mitchell … Gauss
- Don Blackman … Naganto

## Produção
Jungle Drums of Darkest Africa foi orçado em $172,840, apesar de seu custo final ter sido $167,758, tendo sido o mais caro seriado da Republic em 1953. Foi filmado entre 29 de setembro e 18 de outubro de 1952, sob o título provisório Robin Hood of Darkest Africa e foi a produção nº 1935.

## Lançamento

### Cinema
A data oficial de lançamento de Jungle Drums of Darkest Africa é 21 de janeiro de 1953, porém essa é a data da disponibilização do 6º capítulo.
Como era costume da Republic Pictures na época, foi seguiido pelo relançamento do seriado Adventures of Captain Marvel, reintitulado Return of Captain Marvel, ao invés de um novo seriado. O próximo seriado original lançado pela Republic seria Commando Cody: Sky Marshal of the Universe, que não tem sido considerado como seriado cinematográfico, não estando listado entre os 66 seriados da Republic, pelo fato de ter sido originalmente concebido como uma série de televisão, apesar de ter sido lançado (por motivos contratuais) como um seriado cinematográfico em 17 de fevereiro de 1953, e apenas dois anos mais tarde, em 1955, foi lançado na TV com doze episódios de 25 minutos. O seriado considerado seguinte ao Jungle Drums of Darkest Africa , de acordo com a listagem dos seriados cinematográficos da Republic, foi Canadian Mounties vs. Atomic Invaders, também em 1953.

### Televisão
Jungle Drums of Darkest Africa foi um dos 26 seriados da Republic relançados como filme de televisão em 1966, e o título foi mudado para U-238 and the Witch Doctor.  Essa versão foi editada com 100 minutos de duração.

### Brasil
De acordo com o Diário Oficial da União de 22 de maio de 1954, o seriado, sob o título Tambores Feiticeiros, passou pela censura brasileira em 1954, sendo portanto considerada essa a data de estreia no país.

## Crítica
Harmon e Glut descrevem este seriado como "um arranjo desinteressante de filmagens e clichês".

## Capítulos
1. Jungle Ambush (20min)
2. Savage Strategy (13min 20s)
3. The Beast Fiend (13min 20s)
4. Voodoo Vengeance (13min 20s)
5. The Lion Pit (13min 20s)
6. Underground Tornado (13min 20s)
7. Cavern of Doom (13min 20s)
8. The Water Trap (13min 20s)
9. Trail to Destruction (13min 20s)
10. The Flaming Ring (13min 20s)
11. Bridge of Death (13min 20s)
12. The Avenging River (13min 20s)

Fonte: